# Владимир Мехмедбашић
Владимир Мехмедбашић (Столац,1934 − Илиџа, 21. децембар 2015) је српски и босанскохерцеговачки акушер. Прославио се као ратни љекар у насељу   Српска Илиџа. У најтежим условима, успјешно је обавио неколико хиљада порођаја и операција, због чега је био омиљени доктор у тој регији.

## Биографија
Рођен је у Стоцу, а своје одрастање, школовање и живот провео је на Илиџи. Био је син чувеног револуционара, члана Младе Босне Мухамеда Мехмедбашића.
На Илиџи је остао и након потписивања Дејтонског мировног споразума.
Поред јаке конкуренције био је први акушер  на сарајевској клиници, која је годишње имала 10 000 порођаја.
Грађански рат га затиче у Илиџи. Тамошњи Дом здравља Илиџа у априлу 1992. године налазио се у новој згради која је била на првој линији фронта, па је измјештен у просторије некадашње винарије у којима су оформљени амбуланта и породилиште, у чему је учествовао и примаријус Мехмедбашић. Импровизовано породилиште је на почетку имало порођајни сто и најосновније инструменте.  Порођаји су вршени у просторији гдје су рађени прегледи, али никада није било инфекције, упркос ратним условима. 
У породилишту није било струје, па је у првом периоду, умјесто операционе лампе, кориштен стари аутомобилски фар спојен на акумулатор.
Из винарије је породилиште током рата пресељено у комфорнији стамбени објекат, али су се пацијенти и медицинско особље и даље суочавали са недостатком дрва, воде и струје. У просторији у којој је било породилиште вршени су само порођаји, а уколико би био потребан царски рез, онда се породиља одвозила у болницу „Жица“, која је била удаљена око километар. Примаријус Мехмедбашић вршио је и функцију ратног управника породилишта.
За вријеме рата у породилишту у Српској Илиџи обављено је више од 2.500 порођаја, односно око 700 порођаја годишње. Значајан дио документације је изгубљен приликом евакуације након потписивања Дејтонског споразума. У Илиџи су се порађале жене из Илијаша, Вогошће, Илиџе, Рајловца, Хаџића, а један значајан дио рата и из Kисељака.
Доктор Владимир Мехмедбашић је умро 21. децембра 2015. године. у Илиџи.

## Занимљивост
Једне прилике када је начелник болнице "Жица" у Блажују, доктор Милан Пејић покушао да смјени доктора Владимира, побунили су се становници Илиџе. Неки су и са оружјем кренули да заштите свог идола, па је одлука о смјењивању доктора Владимира морала бити повучена. Доктор је остао до краја рата на тој функцији. 